# II. třída okresu Kroměříž 2003/2004
V utkáních II. třídy okresu Kroměříž 2003/2004, jedné ze skupin 8. nejvyšší fotbalové soutěže v Česku, se utkalo 14 týmů dvoukolovým systémem podzim – jaro. Tento ročník začal v srpnu 2003 a skončil v červnu 2004.
Postup do I. B třídy Zlínského kraje 2004/2005 si zajistil vítězný tým TJ Roštění. Do III. třídy okresu Kroměříž 2004/2005 sestoupily poslední 3 týmy TJ Sokol Záhlinice, TJ Slavoj Šelešovice a TJ Loukov.

## Konečná tabulka II. třídy okresu Kroměříž 2003/2004
| Poř. | Tým                     | Z  | V  | R | P  | VG | OG | B  |
| ---- | ----------------------- | -- | -- | - | -- | -- | -- | -- |
| 1.   | TJ Roštění              | 26 | 18 | 1 | 7  | 60 | 25 | 55 |
| 2.   | TJ Lubná                | 26 | 20 | 1 | 5  | 64 | 27 | 52 |
| 3.   | SK Rusava               | 26 | 17 | 1 | 8  | 65 | 41 | 52 |
| 4.   | Viktoria Kroměříž       | 26 | 14 | 4 | 8  | 54 | 43 | 46 |
| 5.   | TJ Sokol Němčice        | 26 | 13 | 3 | 10 | 53 | 50 | 42 |
| 6.   | FK Chropyně „B“         | 26 | 12 | 3 | 11 | 38 | 34 | 39 |
| 7.   | FC Koryčany             | 26 | 11 | 3 | 12 | 41 | 50 | 36 |
| 8.   | TJ Prusinovice          | 26 | 10 | 5 | 11 | 58 | 59 | 35 |
| 9.   | TJ Slavkov pod Hostýnem | 26 | 9  | 7 | 10 | 58 | 48 | 34 |
| 10.  | TJ Chvalčov             | 26 | 9  | 3 | 14 | 61 | 69 | 30 |
| 11.  | TJ Těšnovice            | 26 | 8  | 5 | 13 | 41 | 60 | 29 |
| 12.  | TJ Sokol Záhlinice      | 26 | 8  | 4 | 14 | 49 | 63 | 28 |
| 13.  | TJ Slavoj Šelešovice    | 26 | 5  | 4 | 17 | 31 | 66 | 16 |
| 14.  | TJ Loukov               | 26 | 4  | 4 | 18 | 38 | 76 | 16 |

Poznámky:
- Z = Odehrané zápasy; V = Vítězství; R = Remízy; P = Prohry; VG = Vstřelené góly; OG = Obdržené góly; B = Body; (S) = Mužstvo sestoupivší z vyšší soutěže

|  | Postup do I. B třídy Zlínského kraje 2004/2005 |
|  | Sestup do III. třídy okresu Kroměříž 2004/2005 |